# Петровский (Каргатский район)
Петровский — посёлок в Каргатском районе Новосибирской области. Входит в состав Алабугинского сельсовета.

## География
Площадь посёлка — 1756 гектаров. 

## Население
| 1926 | 2002 | 2007 | 2010 |
| ---- | ---- | ---- | ---- |
| 435  | ↘268 | ↘235 | ↘191 |

## Инфраструктура
В посёлке по данным на 2007 год функционируют 1 учреждение здравоохранения, 2 образовательных учреждения.